# Levevilkår for den danske befolkning under besættelsen
 Den danske befolknings levevilkår under den tyske besættelse  under 2.verdenskrig gav væsentlige ændringer af levestandard og levevilkår. Pludselig måtte man forholde sig til helt nye tilstande i Danmark. 
Besættelsestiden var en hård tid på mange punkter. Ikke nok med, at fødevarer, benzin og tobak blev rationeret, så blev folk også nødt til at indrette sig efter de tyske soldater og deres militære isenkrams tilstedeværelse i hverdagsbilledet. I det hele taget var det en mentalt svær tid for danskerne, hvilket kom til udtryk på forskellige måder, og som blev forsøgt forbedret gennem forskellige tiltag.
Man måtte bl.a. tage højde for muligheden for luftangreb og som følge af denne trussel, blev der sat et beredskab i gang længe inden krigens udbrud (i 1938), Statens Civile Luftværn. 
Statens Civile Luftværn advarede folk om eventuelle følger ved et luftangreb, samt informerede om en mulig evakuering af København og de større provinsbyer. Dog kom det aldrig til en egentlig evakuering på dansk grund. 

## Mørklægning
Den følgende dag efter Tysklands angreb på Polen, blev den danske befolkning, af Statens Civile luftværn, informeret om mørklægningsforanstaltninger. Idéen ved en mørklægning var at forhindre fly i at kunne navigere om natten ved hjælp af større oplyste områder. På daværende tidspunkt var der ingen krav om mørklægning, dog skulle husstandene anskaffe sig remedierne hvis det kom så vidt at Danmark blev involveret. 
Gaderne i Danmark blev mørkelagt den 8. april 1940. 

## Rationering
I Danmark forberedte man sig på den mangel på basale fornødenheder en krig kunne medføre. ”Derfor vedtog myndighederne den 2.september 1939 lov Nr.88 om ”Ekstraordinære foranstaltninger til sikring af landets forsyning med nødvendige varer m.v.”. Loven blev, i daglig tale, kaldt bemyndigelsesloven, vareforsyningsloven eller kriseloven. 
Dette betød en rationering i form af mærker til eksempelvis kaffe, benzin, rugbrød, havregryn m.m.
Disse mærker blev udleveret og betød at man kunne købe det produkt som mærkerne påviste. Der blev taget særlige hensyn til unge og ældre, samt dårligt stillede, der kunne få såkaldte rabatmærker som supplement til rationeringsmærkerne. 
De særlige hensyn til den enkelte borgers ret blev taget med udgangspunkt i oplysninger fra folkeregisteret og skattevæsenet.
Mærkerne var samlet i ark og blev udstedt pr. kvartal.
Den generelle holdning, blandt befolkningen, til rationeringen var, at den var et nødvendigt onde i en hård tid. Den var uundgåelig, såfremt at man ville undgå en mangel og skæv fordeling på fødevarerne.
Det var hovedsageligt i den sidste tid op til befrielsen, at der begyndte at blive stillet spørgsmål til om rationeringen stadig havde sin berettigelse. 
I 1939 betød frygten for at mangle basale fødevarer en regulær hamstring af varer som sukker, sæbe, kaffe, brændsel m.m. Alene i september 1939 steg salget af sukker med 50%. 
Det var et brud på købeloven, der foreskrev at det var ulovligt at købe større mængder mad end til normalt forbrug. Derfor så statsministerens sig nødsaget til at holde en radiotale den 2.september 1939, hvori han opfordrede befolkningen til at føle borgersind og samfundsfølelse. 
Hamstringen blev set som en skamplet på samfundet og man blev dømt hårdt, hvis man var en sådan. En af de kraftigste reaktioner på hamstrerne kommer fra ’Social-demokraten’ som beskrev dette folkefærd således: ”Den menneskelige hamstrer kan være en vidunderskøn dame eller mandfolk, skabt som en græsk gudestøtte, men sindet… føj for satan” 
Hamstringen fik en lille opblussen den 9 april 1940, dog var det i resten af besættelsestiden ikke et stort problem i Danmark. Dette skyldes primært at myndighederne fik etableret et effektivt rationeringssystem som befolkningen havde tillid til. 
I september 1939 blev den private kørsel, som følge af benzin-rationeringen, stort set afskaffet. Kørsel var nu forbeholdt erhverv og vigtig transport i offentligt regi.
Det gjaldt desuden for myndighederne om at sikre de centrale elementer i den danske kostplan; brød, fedtstoffer og sukker. 

## Sortbørshandel af rationeringsmærker
Der var naturligvis begrænsede rationer og begrænsede mærker til disse rationer. Dette afstedkom en omfattende sortbørshandel af mærkerne, dette til stor utilfredshed for majoriteten. Det kom så vidt at der i oktober 1943 indrykkede en gruppe borgere i Aalborg en annonce mod bagmændene bag den sorte børs.
I annoncen gøres det klart, at bagmændene kun kunne rammes, hvis folk holdt op med at handle "sort" - dvs. uden om rationeringen. 
Denne sortbørshandel bunder desuden i, at der lå høj prestige og økonomiske fordele i et kendskab til hvor man kunne anskaffe varer der var mangel på i tiden under besættelsen.
Generelt lykkedes det udmærket at forsørge familierne rundt omkring i landet, dog kunne børnerige familier i København og større provinsbyer have svært ved at få husholdningsbudgettet til at række, hvis man samtidig skulle sørge for en sund og varieret kostplan. 
Den generelle sundhed blandt var aldrig decideret alarmerende, dog forekom der flere tilfælde af lungetuberkulose samt en øget registrering af fnat. Dette kan kædes sammen med manglen på boliger og sæberationerne. 

## Censur
Efter den 9. april blev der indført streng censur af aviser, dagblade m.v. Censuren indbød til det der blev en hel kunstart i Danmark, ”at skrive mellem linjerne”. Der er mange eksempler på hvordan man under besættelsen brugte sproget til indirekte at kritisere tyskerne og hylde de allierede. 
Tyskerne sendte den 10. april en skrivelse til Udenrigsministeriet, hvori det hed sig, at 
”samtlige organer for den danske presse, de telegrambureauer, der arbejder sammen med pressen, og ledelsen af alle de radioudsendelser, der fortsat vil finde sted, må officielt underrettes om, at hele efterretningstjenesten og kommenteringen af alle efterretninger må ske på en måde, der ikke kan skade de tyske militære formationers interesser. Presse og radio må tværtimod se deres hovedopgave i at virke beroligende på befolkningen. Desuden må der træffes egnede forholdsregler for effektivt at forhindre en antitysk propaganda på ethvert propagandistisk område (flyveblade, brochurer, foredrag etc).” 
Tyskerne censurerede selv Ritzaus Bureau og dette var derfor forhåndsgodkendt som nyhedsbureau. Derudover forpligtede medierne sig til at trykke både danske og tyske nyheder med en objektiv anskuelse uden helt at kommentere dem.

## Danskernes mentalitet under besættelsen
For at undgå at unge blev inspireret og draget af nazistisk propaganda blev der oprettet foreninger som Dansk Ungdomssamvirke. Samtidig der blev arrangeret alsangsstævner, hvor der til tider kunne være samlet 150.000 mennesker, og i anledning af kongens 70-års fødselsdag udkom en særlig kongesangbog, der var anonymt finansieret og blev omdelt gratis i næsten to millioner eksemplarer . Kong Christian d. 10 betød i denne tid utrolig meget for danskerne i denne tid og hans daglige rideture igennem København bidrog til at holde befolkningens humør oppe og styrke nationalfølelsen.
Danskerne tog imod tyskerne på forskellige måder. Nogle gav dem en kold skulder mens andre tog imod dem, gav dem gaver med hjem, når de skulle på orlov, eller inviterede dem til at spille med i en fodboldkamp. Dog var de fleste passive omkring tyskerne og det var trods alt kun meget få, der var glade for deres tilstedeværelse.
I løbet af besættelsen steg de anti-tyske holdninger blandt befolkningen. Dette skete både i takt med, at folk mere og mere trætte af at se tyskerne i hverdagsbilledet men også i forhold til krigens udvikling.
F. eks turde folk være mere negative overfor tyskerne da USA gik ind i krigen i 1941 og da de allierede gik ind i Normandiet i 1944 og senere indtog Paris. Dette resulterede også at Englænderne fik flere ressourcer der kunne hjælpe den danske modstandsbevægelse, hvilket højnede moralen hos danskerne .

### Frygt for tvangsudskrivning
Mange danske mænd frygtede at blive tvangsudskrevet som soldater for den tyske hær. En af måderne man kunne slippe for dette var ved at have et arbejde, og faktisk faldt arbejdsløsheden i Danmark under besættelsen. I 1941 var arbejdsløsheden på 18 procent og i 1943 var den faldet til seks procent . Mange danskere havde fået job i industrien, der havde omstillet sig til at fremstille erstatningsvarer. Men en anden grund til, at arbejdsløsheden var lav, skyldtes at Arbejdsministeriet havde nedbragt tallene kunstigt netop for at undgå tvangsudskrivning af danske soldater til den tyske hær. Så selvom den danske regering samarbejde med tyskerne arbejdede, i hver fald nogle af de offentlige myndigheder stadig imod besættelsesmagten.